# Helia phaealis
Helia phaealis là một loài bướm đêm trong họ Erebidae.